# Cauchy-följd

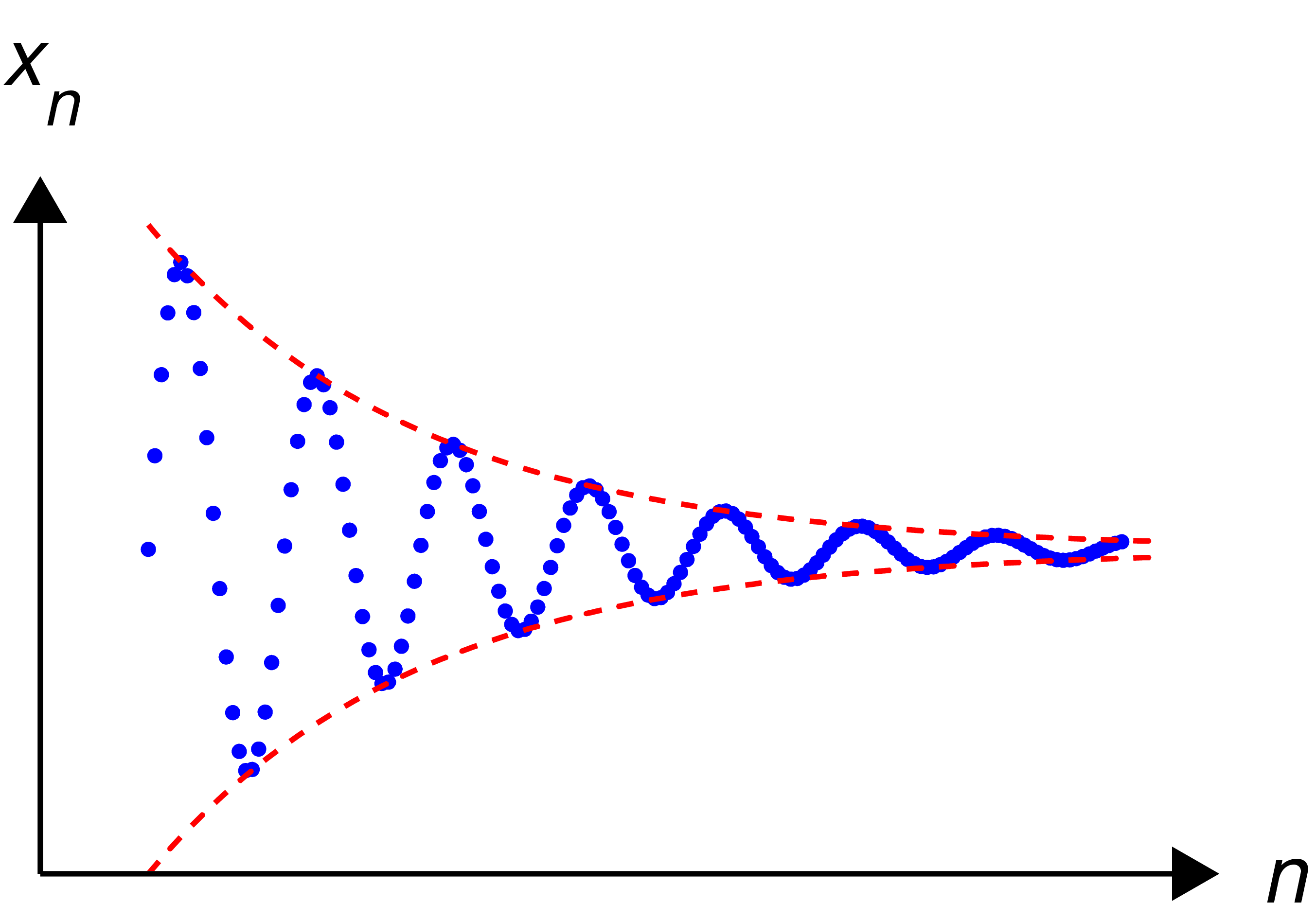
En cauchyföljd, de blåa punkterna kommer närmare och närmare.

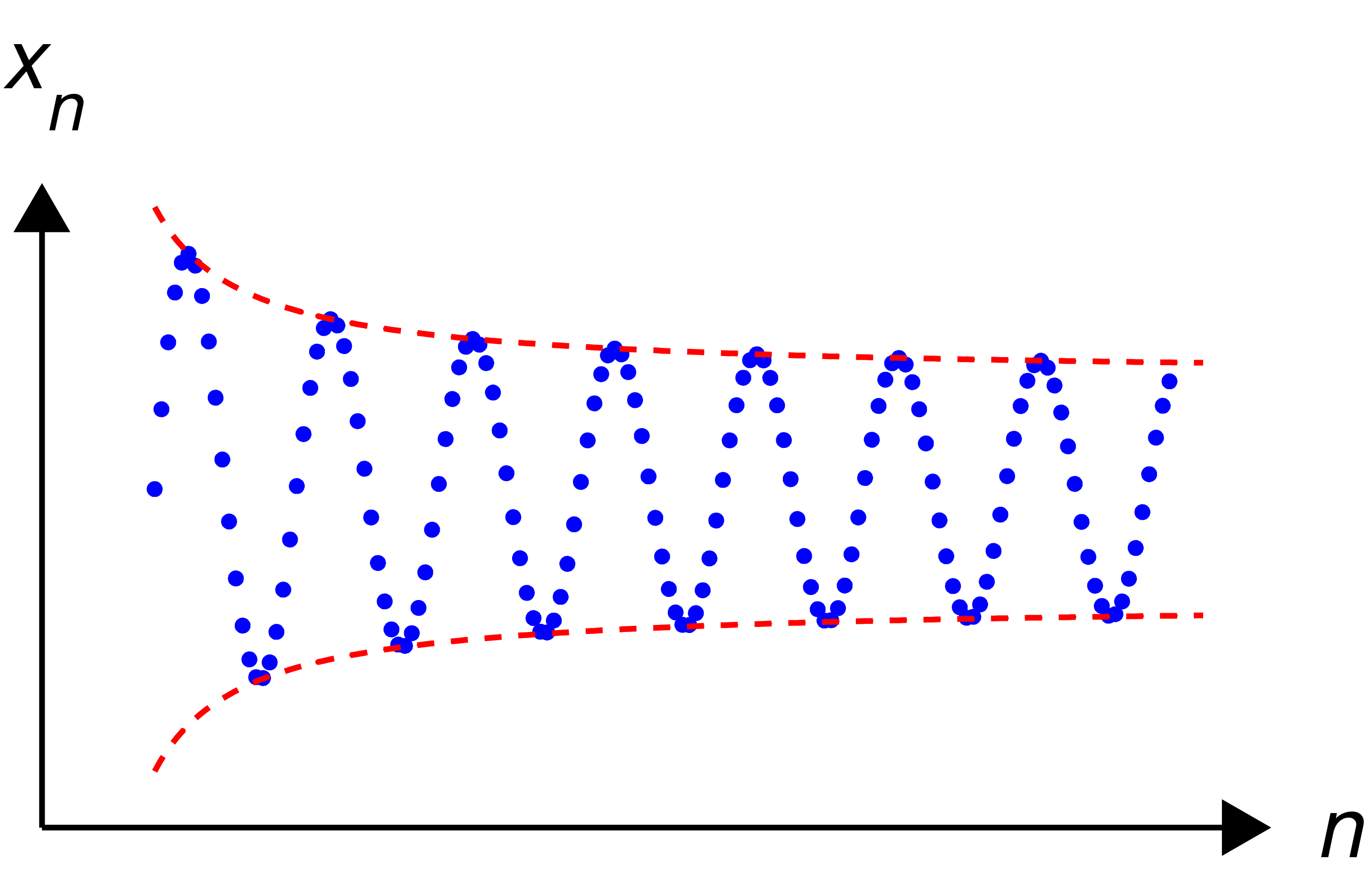
En följd som inte är en cauchyföljd.

En cauchyföljd är en talföljd där skillnaden mellan två tal i följden är godtyckligt liten så länge talen dyker upp tillräckligt sent i följden. Begreppet är uppkallat efter den franske matematikern Augustin Louis Cauchy.
Begreppet är svagare än den vanliga konvergensen, det vill säga varje konvergent talföljd är också en cauchyföljd, medan det finns cauchyföljder som inte är konvergenta.
Ett rum i vilket alla cauchyföljder konvergerar (mot något element i samma rum) kallas fullständigt. Exempel på fullständiga rum är de reella talen och de komplexa talen. Ett exempel på ett rum som inte är fullständigt är de rationella talen.

## Definition
I ett metriskt rum {\displaystyle (X,d)\,} är en följd av element {\displaystyle \{x_{i}\}_{i=1}^{\infty }\in X} en cauchyföljd om avståndet mellan element, {\displaystyle d(x_{n},x_{m})\,}, går mot noll då index {\displaystyle n} och {\displaystyle m} går mot oändligheten oberoende av varandra :
{\displaystyle \forall \,\varepsilon >0,\,\exists N_{\varepsilon }\geq 1,\,\forall \,n,m>N_{\varepsilon },\quad d(x_{n},x_{m})<\varepsilon .}
I ord: För varje ε finns ett {\displaystyle N_{\varepsilon }} sådant att två godtyckliga element med index större än {\displaystyle N_{\varepsilon }} har ett avstånd som är mindre än ε.
Då ett normerat rum {\displaystyle (X,\|\cdot \|)} även är ett metriskt rum, kan man enkelt överföra definitionen på normerade rum:
{\displaystyle \forall \,\varepsilon >0,\,\exists N_{\varepsilon }\geq 1,\,\forall \,n,m>N_{\varepsilon },\quad \|x_{n}-x_{m}\|<\varepsilon .}
Där {\displaystyle d(x_{n},x_{m})} har ersatts med {\displaystyle \|x_{n}-x_{m}\|}. Exempelvis blir de reella och komplexa talen normerade rum med absolutbeloppet som norm.

## Egenskaper
Varje konvergent följd är en cauchyföljd. 
Bevis
En följd {\displaystyle \{x_{k}\}_{k=1}^{\infty }} av element i ett metriskt rum {\displaystyle (X,d)} konvergerar mot ett element {\displaystyle x\in X} om avståndet mellan {\displaystyle x} och {\displaystyle x_{n}} går mot noll då index {\displaystyle n} går mot oändligheten : 
{\displaystyle \forall \,\varepsilon >0,\,\exists \,N_{\varepsilon }\geq 1,\,\forall \,n>N_{\varepsilon },\quad d(x,x_{n})<\varepsilon .}
Om vi väljer två index {\displaystyle n,m>N_{\varepsilon /2}} oberoende av varandra, så ger triangelolikheten att avståndet mellan elementen {\displaystyle x_{n}} och {\displaystyle x_{m}} kan begränsas uppåt:
{\displaystyle d(x_{n},x_{m})\leq d(x_{n},x)+d(x_{m},x)<\varepsilon ,}
vilket visar att {\displaystyle \{x_{k}\}_{k=1}^{\infty }} är en cauchyföljd.

## Exempel
Följande exempel visar att huruvida en cauchyföljd konvergerar beror på det metriska rummet (X,d) och inte på själva cauchyföljden.
Låt det metriska rummet vara det öppna intervallet {\displaystyle (0,1)} tillsammans med metriken 
{\displaystyle d(x,y)=\vert x-y\vert } (absolutbeloppet av talet {\displaystyle x-y\,}).
Sekvensen {\displaystyle \{x_{k}\}_{k=1}^{\infty }} definierad som {\displaystyle x_{k}=1-{\frac {1}{k}}}
är en cauchyföljd, eftersom avståndet mellan två godtyckliga element 
{\displaystyle d(x_{n},x_{m})=\left\vert {\frac {1}{n}}-{\frac {1}{m}}\right\vert \longrightarrow 0,}
då index {\displaystyle n,m\longrightarrow \infty } oberoende av varandra. Följden konvergerar mot talet {\displaystyle 1}, men detta tal är inte ett element i det metriska rummet {\displaystyle ((0,1),\vert \cdot \vert )}. Därför konvergerar cauchyföljden inte i det givna metriska rummet.